# La Loyère
La Loyère è un comune francese soppresso e frazione del dipartimento della Saona e Loira nella regione della Borgogna-Franca Contea. Dal 1º gennaio 2016 si è fuso con il comune di Fragnes per formare il nuovo comune di Fragnes-La Loyère.

## Società

### Evoluzione demografica
Abitanti censiti